# Томенко Володимир Іванович
Володи́мир Іва́нович Томе́нко (нар. 14 (27) листопада 1910, Сахнівка — пом. 7 жовтня 1983) — повний кавалер ордена Слави, в роки Радянсько-німецької війни розвідник взводу кінної розвідки 933-го стрілецького полку 254-а стрілецької дивізії 52-ї армії 1-го Українського фронту, сержант.

## Біографія
Народився 14 (27 листопада) 1910 року в селі Сахнівка (нині Корсунь-Шевченківського району Черкаської області) в сім'ї селянина. Українець. Закінчив технікум. Працював змінним майстром на Дніпровському алюмінієвому заводі в місті Запоріжжі.
У Червоній Армії і на фронті у радянсько-німецьку війну з червня 1941 року. Потрапив в оточення, бився в одному з партизанських загонів. Знову в складі Червоної Армії з січня 1944 року. Брав участь:
- у складі 2-го Українського фронту в Корсунь-Шевченківській, Умансько-Ботошанській та Яссько-Кишинівській операціях;
- в складі 1-го Українського фронту — в Сандомирсько-Сілезькій, Нижньо-Сілезькій, Берлінській і Празькій операціях.

12 квітня 1944 року червоноармієць Томенко у складі кінного роз'їзду в районі села Маньківців Вінницької області в бою з групою ворога знищив п'ять гітлерівців, а одного захопив у полон.
Наказом командира 254-ї стрілецької дивізії від 8 травня 1944 року за мужність, виявлену в боях з ворогом, червоноармієць Томенко нагороджений орденом Слави 3-го ступеня (№ 193412).
14 січня 1945 року сержант Томенко в районі села Вешенци (Польща) знищив у складі групи захоплення до десяти солдатів, захопив «язика». 17 січня 1945 року Томенко в районі населеного пункту Ясень (південно-західніше міста Ченстохова, Польща) з групою пошуку напав на німецький обоз. Особисто вивів з ладу близько десяти піхотинців. 19 січня 1945 року в районі міста Олау (нині Олава, Польща) на чолі групи розвідників знищив декілька гітлерівців, трьох полонив і захопив три 120-міліметрових міномета.
Наказом по 52-й армії від 5 лютого 1945 року сержант Томенко нагороджений орденом Слави 2-го ступеня (№ 13156).
22 квітня 1945 року в бою за місто Баутцен (Німеччина) Томенко проник в розташування ворога і протитанковими гранатами підірвав дзот, знищив у ньому кілька гітлерівців, а чотирьох взяв у полон. 26 квітня 1945 року у складі групи захоплення в районі населеного пункту Мільколь вступив в бій з чисельно переважаючим противником і знищив понад десяти ворожих солдатів і офіцерів.

Могила Володимира Томенка

Указом Президії Верховної Ради СРСР від 27 червня 1945 року за мужність, відвагу і героїзм, проявлені в боротьбі з німецько-фашистськими загарбниками, сержант Томенко Володимир Іванович нагороджений орденом Слави 1-го ступеня (№ 1097).
У 1945 році звільнений в запас. Жив у місті Києві. У 1963 році закінчив Українську сільськогосподарську академію, працював викладачем.
Помер 7 жовтня 1983 року. Похований в Києві на Байковому кладовищі (ділянка № 24).

## Нагороди
Нагороджений орденами Слави 1-ї, 2-й і 3-го ступеня, Вітчизняної війни 1-го ступеня, медалями.